# Ciorani (Mercato San Severino)
Ciorani è una frazione del comune di Mercato San Severino, in provincia di Salerno.

## Geografia fisica
Ciorani, sulla strada provinciale SP 98 Ciorani - Bracigliano, alle falde del monte Salto, comprende mel suo territorio il casale Piemonte e le località Vigna dei Padri, Vasche e Cerrelle.
Confina con i comuni di Bracigliano e Montoro, il capoluogo, Mercato San Severino, e le frazioni Galdo di Carifi e Carifi.

## Storia
Le origini di Ciorani., antico casale dello Stato di Sanseverino, risalgono al X secolo, quando i Longobardi costituiscono il Gastaldato di Rota, distretto amministrativo del principato di Salerno..
Nel 1309 si ha notizia della chiesa parrocchiale di San Nicola, nel casale di Lizorano.
Feudo dei Sanseverino principi di Salerno, Ciorani è venduto, nel XVI secolo da Roberto II Sanseverino, o da suo figlio Ferrante Sanseverino, per 500 scudi, al Magnifico Scipione Antinoro (come risulta anche dal testamento dello stesso Scipione del 1541)), esponente dei potenti Antinori, famiglia patrizia di Firenze, che si è portata nel Regno di Napoli nel 1458 e che darà origine ai duchi di Brindisi. Con questa famiglia il feudo diviene molto produttivo economicamente, grazie all'impianto di attività proto-manifatturiere.
Dopo due secoli, ed alcuni passaggi ad altre famiglie (de Capua, de Crescenzo) il feudo sarà riacquistato dalla contessa Eleonora Antinori (1712), che vende parte di Ciorani e il casale Piemonte nello stesso anno alla famiglia Sarnelli, di Bracigliano, con assenso reale nel 1713, costituendo così una baronia separata dallo Stato di Sanseverino. La vendita avviene da parte della contessa Eleonora Antinori all'avvocato Angelo Sarnelli, che, a quanto pare, esaudisce la volontà del nonno Girolamo Sarnelli, legato a queste zone fin dagli anni in cui vi si recava a caccia con il viceré di Napoli Antonio Zapata y Cisneros.
Girolamo Sarnelli non aveva spezzato il legame con questa terra neppure dopo il trasferimento a Napoli, dove aveva assunto prestigiosi incarichi di governo, ed aveva espresso il desiderio di fondarvi un monastero, da donare ai padri Camaldolesi.
In seguito, la famiglia Sarnelli dona gran parte dei suoi beni a Sant' Alfonso Maria de' Liguori, che fonda a Ciorani, nel 1735, una seconda casa dei padri Redentoristi.
La curia Arcivescovile di Salerno, in nome di monsignor Fabrizio de Capua, accorda il suo assenso. Il Santo soggiorna a Ciorani in due periodi, nel 1736-1745 e nel 1747-1751..
I Sarnelli avviano un rinnovamento urbanistico e architettonico di Ciorani.
Rimaneggiano il palazzo baronale degli Antinori, con parco a giardino. Contribuiscono alla costruzione dell'istituto e della chiesa della SS.Trinità, opera dell'architetto regio Pietro Cimafonte..
Nel 1810, dopo l'abolizione del Feudalesimo da parte de re di Napoli, Gioacchino Murat e una volta costituito il comune di Mercato, Ciorani, viene aggregato al comune di Bracigliano. Nel 1817, dopo una revisione dei confini comunali, è unito al comune di Mercato.
Nel 1922 viene fondato, nell'antico palazzo baronale, il monastero di clausura delle Suore visitandine , dell'Ordine della Visitazione di Santa Maria, chiuso nel 1996, per l'esiguo numero di suore rimaste.

## Società

### Istituzioni, enti e associazioni
- Museo Alfonsiano - Casa dei Redentoristi[9].
- Scuola Elementare e Materna Sant'Alfonso Maria de' Liguori